# Les Jeunes Années
Les Jeunes Années est une série télévisée française en 26 épisodes en noir et blanc de 13 minutes, réalisée par Joseph Drimal, et diffusée en 1965.
Le feuilleton est disponible sur le site de l'INA.

## Synopsis

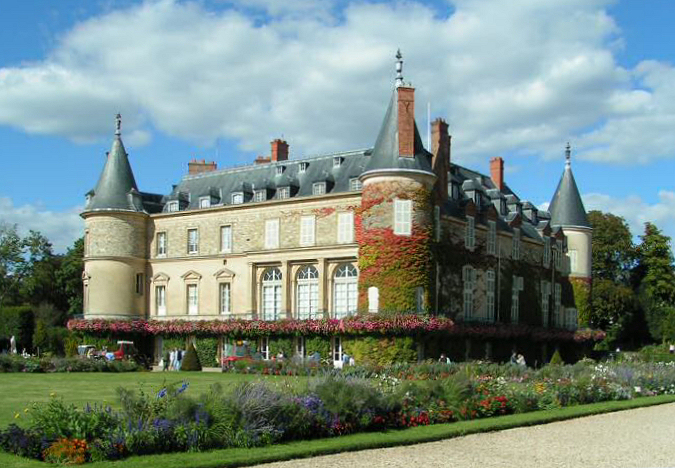
Le château de Rambouillet en 2004.

À Rambouillet, superbe petit village aux portes de Paris avec son majestueux château et ses quelques cafés. Frédéric et ses amis du lycée y habitent et y étudient. Leur quotidien est bouleversé lorsqu'ils décident un beau jour de monter une pièce de théâtre. En effet, il leur faut absolument de l'argent pour fabriquer les costumes et les décors, beaucoup de temps pour mettre en scène et répéter leur texte mais surtout énormément de courage et d'abnégation pour dénicher un théâtre où ils pourraient se produire. Si Rambouillet n'est pas loin de la capitale, ce petit bourg n'offre en revanche pas un terreau culturel abondant. La troupe est donc dans l'obligation de monter à Paris.

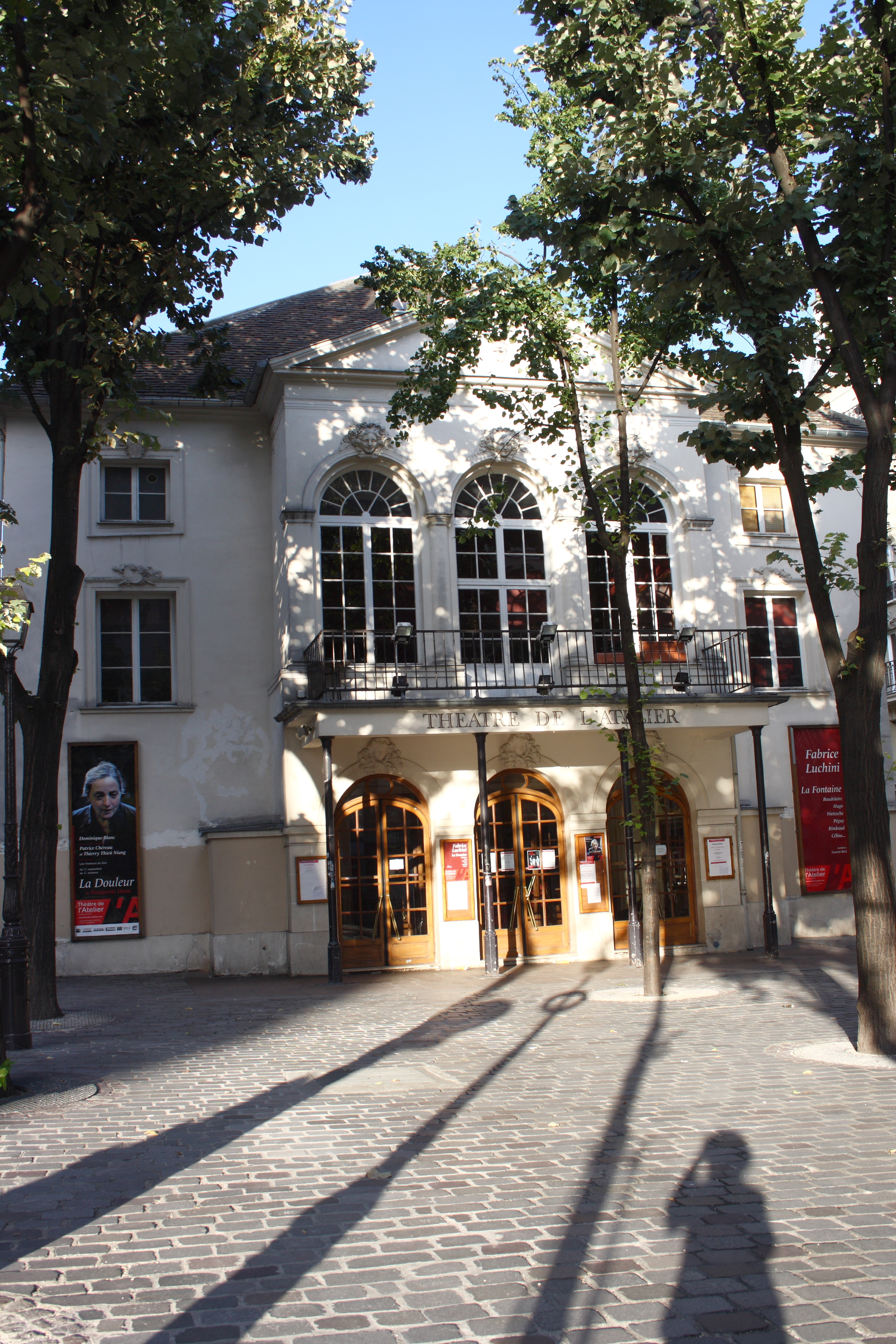
Le Théâtre de l'Atelier en 2011.

Au bout de quelques recherches, ils trouvent enfin l'hospitalité au Théâtre de l'Atelier où on leur accorde une soirée pour présenter leur pièce. Le succès n'est pas au rendez-vous, ils jouent face à un public rare, constitué de leurs parents et d'un critique. Toutefois, Frédéric et Murielle, deux des interprètes, semblent s'être démarqués. Les jeunes comédiens amateurs rentrent chez eux et remettent leur avenir en question. Frédéric décide d'abandonner définitivement ses études de mathématiques, au grand regret de sa famille, pour se dévouer à la comédie. Ses amis, plus prudents, préfèrent poursuivre leur enseignement dans leur lycée de province. Le parcours de Frédéric s'annonce difficile et fatigant mais enrichissant à bien des égards. Très vite, Murielle vient rejoindre Frédéric à Paris et, pour nos deux tourtereaux, la grande aventure commence.

## Fiche technique
- Titre : Les Jeunes Années ou Les Comédiens[2]
- Réalisateur : Joseph Drimal
- Scénario et dialogues : Yves Jamiaque
- Musique : Jacques Loussier
- Directeur de la photographie : Jean-Jacques Guyard
- Cadreur : Pierre Corman
- Assistant réalisateur : Jean-François Adam
- Scripte : Jacqueline Ferrari
- Décorateur : Philippe Ancellin
- Ensemblier : Roger Delsaux
- Montage : Bernard Bourgoin
- Directeur du montage : Pierre Houdain
- Régisseur général : Jean-Paul Ferrari
- Assistant à la régie : Roland Sabary
- Directeur de la production : Roger Deplanche
- Pays de production :  France
- Langue originale : français
- Format : noir et blanc
- Genre : aventure
- Durée : 26x13min[3]
- Date de première diffusion : 26 novembre 1965

## Distribution
Acteurs principaux
- Claude Ruben : Frédéric Mazieux, dit "Fred"
- Claude Marcault : Murielle Bartoli
- Lucien Raimbourg : Georges, le régisseur de l'Atelier
- François Gabriel : Jean-François
- Michèle Varnier : Marie-Agnès Lafont
- Michel Tureau : Patrice Bizet
- Reine Courtois : Mme Bartoli
- Pierre Leproux : Mr Mazieux
- Andrée Tainsy (comme Taincy) : Mme Mazieux
- Joël Barbouth : Maurice
- Anne-Marie Coffinet : Stella Blondo
- Francis Lax : André
- Alain Pralon : Armand
- Martine Vatel : Lucie
- Jean-Claude Balard : Louis Montet
- Christiane Daucourt : Myriam Dulac, des tournées Flaminien
- Jean Tissier : Paris, des tournées Flaminien
- Rita Maiden : Damienne Bonneval, des tournées Flaminien
- Jean Marconi : Edouard Pastourneau, des tournées Flaminien

Acteurs secondaires
- Louis Bugette : le patron du bistrot de la gare (ép. 1)
- Pierre Julien : un agent de police (ép. 1)
- Claude Debord : un agent de police (ép. 1)
- Claude Mansard : Hector Lafont (ép. 2, 4, 8)
- Nane Germon : Mme Lafont (ép. 2, 6, 8)
- Albert Michel : {{Bizet}} (ép. 2, 6, 8)
- Aline Bertrand : Mme Bizet (ép. 2, 8)
- Hubert Deschamps : le père de Jean-François (ép. 2, 6, 8)
- Gilbert Robin : le professeur de math (ép. 3)
- Jacqueline Jefford : la directrice de l’Atelier (ép. 4, 5, 7, 8)
- Claude Joseph : le concierge de l’Atelier (ép. 4, 11)
- Marcel Cuvelier : le proviseur (ép. 6)
- Jean Darie : le chef machiniste de l’Atelier (ép. 7, 8)
- Florence Brière : la vendeuse de tickets à l’Atelier (ép. 7, 8)
- Jacques Robiolles : Henri Villedieu (ép. 7, 13)
- Gilberte Géniat : la réceptionniste du Miramax (ép. 12, 14, 16)
- Anne Bertoli : la serveuse au restaurant (ép. 14)
- Tony Jacquot : {{Daumier}}, le professeur de théâtre (ép. 15, 19)
- François Maistre : {{Reuillard}}, le directeur du théâtre des Masques (ép. 16, 18, 19)
- Étienne Draber : Gustave Héliencourt, dit "Gugu" (ép. 16, 17, 18, 19)
- Pierre Collet : le mandataire des Halles (ép. 17)
- Paul Erdinger : le patron de la Pension Georges V (ép. 17)
- Bruno Balp : Morgeot, un critique (ép. 18)
- Jacques Blot : un critique (ép. 18)
- Denise Clair : la vendeuse de journaux (ép. 19)
- Jean-Roger Caussimon : M. Flaminien (ép. 20)
- Claude Lévêque : Victor, le régisseur des tournées Flaminien (ép. 21, 23, 24)
- Claude Jenner : Reine Billon, le 1er metteur en scène de Montet (ép. 22)
- Raymond Pélissier : le directeur du Théâtre de la Comédie (ép. 22, 25)
- Catherine Sola : Odette Avron (ép. 22)
- Pierre de Cugis : le journaliste (ép. 23)
- Albert Daumergue : un spectateur qui quitte la salle (ép. 8) (non crédité)
- Roland Malet : un comédien (ép. 11) (non crédité)
- Bernard Alane : un élève de {{Daumier}} (ép. 15) (non crédité)
- Roland Giraud : un élève de {{Daumier}} (ép. 15) (non crédité)